# Christine Kozlov
Pour les articles homonymes, voir Koslov.
Christine Kozlov (1945, New York - 2005, Londres) est une artiste conceptuelle américaine.

## Biographie
Elle fréquente la School of Visual Arts à New York jusqu'en 1967. Dès 1965 et jusqu'en 1977, année de son départ pour le Royaume-Uni, elle joue un rôle dans le développement de l'art conceptuel à New York, devenant un figure de cette scène artistique centrée autour de la galerie Lannis, située au 315 E 12e rue, près de la 2e avenue dans l'East Village. Pour les artistes de ce mouvement, les matériaux sont moins importants que le sens conceptuel.
Ses premières œuvres répondaient à des questions de son, de mémoire et d’information. Information, No Theory consistait en un enregistreur à bobine avec une bande en boucle continue avec un microphone enregistrant le bruit ambiant de la pièce. Il enregistrait puis effaçait les traces de ce qui venait d’être enregistré. La « vie de l'information » n'était ainsi que de 2 minutes. Cette installation a été reproduite en 2013 dans le foyer de la salle de concert du Mills College, une université d'Art en Californie. Parmi les autres premières œuvres de Christine Kozlov, on peut également citer un   télégramme avec une déclaration ne contenant aucune information ou un travail figuratif listant tout ce qui avait été mangé pendant une période de six mois.
Les œuvres de Kozlov figurent dans nombre d'expositions marquantes qui définissent cette période artistique new yorkaise comme « One Month » (1969) organisée par Seth Siegelaub, « Information »  (1970) dont le commissaire est Kynaston McShine (en) au Museum of Modern Art de New York, sa première exposition en solo[Information douteuse], et « the Number Shows », une série d'expositions organisées par Lucy Lippard entre 1969 et 1974. Elle est membre du collectif d'origine britannique d'art conceptuel Art and Language de 1971 à 1976. Joseph Kosuth et elle ont créé le Museum of Normal Art à partir de la galerie Lannis. Pendant une courte période, ce « musée » a présenté de nombreux artistes associés au conceptualisme.
Par la suite, Christine Kozlov s'éloigne du monde de l'art.
Son travail a connu un regain d'intérêt après sa mort en 2005.

## Expositions
- Non-Anthropomorphic Art by Four Young Artists, 1967 (Art non anthropomorphique de quatre jeunes artistes), 1967
- Fifteen People Present Their Favorite Book, une exposition montée à la Galerie Lannis, à New York, en 1967, organisée par Joseph Kosuth et dont elle était la seule femme parmi ses collègues artistes Robert Morris, Ad Reinhardt, Sol Lewitt, Robert Mangold, Dan Graham, Robert Smithson, Carl André, Robert Ryman, entre autres.
- Numbers Shows "557 087" et "955 000" de Lucy Lippard
- Twenty-Six Contemporary Women Artists de Lucy Lippard
- Information au Museum of Modern Art de New York, 1970, organisée par Kynaston McShine (en).
- Twenty Six Contemporary Women Artists, Lucy Lippard, Musée d'art contemporain Aldrich, 1971
- Musée d'art moderne / CAYC - Centre d'art contemporain, Buenos Aires, 1971
- Reconsidering the Object of Art: 1965-1975, Musée d'art contemporain de Los Angeles, 1995
- Short Careers, Museum Moderner Kunst Stiftung Ludwig, Vienne, 2004